# Charles de Hémard de Denonville
Charles kardinal de Hémard de Denonville, francoski škof in kardinal, * 1493, Beauce, † 23. avgust 1540, Macon.

## Življenjepis
22. januarja 1531 je bil imenovan za škofa Mâcona. 
22. decembra 1536 je bil imenovan za kardinala in 15. januarja 1537 za kardinal-duhovnika Matteo in Merulana.